# Clase Solstice
La Clase Solstice es una clase de cruceros operados por Celebrity Cruises, una subsidiaria de Royal Caribbean Cruises Ltd. La clase está construida por Meyer Werft de Alemania. En la actualidad, hay cinco barcos activos de la clase Solstice: el barco líder de la clase, Celebrity Solstice; el segundo barco de la clase, Celebrity Equinox; y el tercer barco de la clase, Celebrity Eclipse, que se entregó el 15 de abril de 2010. El cuarto barco, Celebrity Silhouette, zarpó en su viaje inaugural el 23 de julio de 2011; y el quinto, Celebrity Reflection, se botó en agosto de 2012. El primer barco de la clase Solstice, el Celebrity Solstice, entró en servicio en noviembre de 2008 y es el homónimo de la clase. Todos los buques de clase Solstice tienen dimensiones que cumplen con el factor Panamax.
El Celebrity Solstice fue, con 122.000 toneladas brutas (GT), el barco más grande construido en un astillero alemán, pero este récord fue superado por el Disney Dream, un crucero de 128.000 toneladas de Disney Cruise Line.

## Unidades
| Buque                | Entrada en servicio con Celebrity | Capacidad | Tonelaje | Bandera | Notas | Imagen |
| -------------------- | --------------------------------- | --------- | -------- | ------- | --- | ------ |
| Celebrity Solstice   | 2008                              | 2.850     | 122.000  | Malta   | Primer barco de la clase. |        |
| Celebrity Equinox    | 2009                              | 2.850     | 122.000  | Malta   | Segundo barco de la clase. |        |
| Celebrity Eclipse    | 2010                              | 2.850     | 122.000  | Malta   | |        |
| Celebrity Silhouette | 2011                              | 2.886     | 122.000  | Malta   | |        |
| Celebrity Reflection | 2012                              | 3.046     | 126.000  | Malta   | El crucero más grande de Celebrity (por número de pasajeros) antes de la introducción de Edge en 2018 (y posteriormente Apex and Beyond) |        |